# Lijst van voormalige gemeenten in Meurthe-et-Moselle
Dit is een lijst met voormalige gemeenten in het Franse departement Meurthe-et-Moselle sinds de vorming van het departement in 1871.

### 2019
- Sexey-les-Bois > Bois-de-Haye[1]
- Velaine-en-Haye > Bois-de-Haye[1]

### 2016
- Briey > Val de Briey[1]
- Mance > Val de Briey[1]
- Mancieulles > Val de Briey[1]
- Lixière > Belleau
- Manoncourt-sur-Seille > Belleau
- Morey > Belleau
- Serrières > Belleau

### 1987
- Les Mesnils-sur-Madon > Crantenoy, Ormes-et-Ville en Vaudigny
- Ochey-Thuilley > Ochey en Thuilley-aux-Groseilles
- Parroy > Coincourt, Mouacourt, Parroy en Xures

### 1973
- Coincourt > Parroy
- Mouacourt > Parroy
- Ochey > Ochey-Thuilley[2]
- Thuilley-aux-Groseilles > Ochey-Thuilley[2]
- Xures > Parroy

### 1971
- Crantenoy > Les Mesnils-sur-Madon[2]
- Housselmont > Allamps
- Lixières > Belleau
- Manoncourt-sur-Seille > Belleau
- Morey > Belleau
- Ormes-et-Ville > Les Mesnils-sur-Madon[2]
- Serrières > Belleau
- Vaudigny > Les Mesnils-sur-Madon[2]

### 1969
- Choloy > Choloy-Ménillot
- Ménillot > Choloy-Ménillot

### 1962
- Limey > Limey-Remenauville
- Remenauville > Limey-Remenauville
- Thiaucourt > Thiaucourt-Regniéville[3]

### 1942
- Regniéville > Thiaucourt

### 1884
- Pixerécourt > Malzéville